# Hoofdklasse schaken 1968/69
In het Hoofdklasse-seizoen 1968/69 werd gestreden door acht teams van schaakverenigingen om het clubkampioenschap van Nederland. Schaakvereniging Charlois werd na een overwinning tegen stadgenoot Schaakvereniging Rotterdam voor de eerste keer in haar historie clubkampioen van Nederland.
Bij Charlois speelden dit seizoen: Jaap Staal, Piet Baris, Van Ommen, J.W. Bakker, Ploeger, Cor van Wijgerden, Frans Koevermans, Ton den Ouden, Leo Kerkhoff en Joop Kunnen. Teamleider was Wim Rijkee.

## Uitslag en kruistabel
| #  | Team                           | MP | BP  | 1  | 2  | 3  | 4  | 5  | 6  | 7  | 8  |
| -- | ------------------------------ | -- | --- | -- | -- | -- | -- | -- | -- | -- | -- |
| 1. | Charlois                       | 12 | 40  | -- | 6½ | 5½ | 6½ | 5  | 6  | 5½ | 5  |
| 2. | VAS/ASC                        | 10 | 42½ | 3½ | -- | 4½ | 6  | 7  | 7½ | 6½ | 7½ |
| 3. | Philidor Leiden                | 9  | 38  | 4½ | 5½ | -- | 4½ | 6½ | 5½ | 5  | 6½ |
| 4. | Schaakvereniging Rotterdam (K) | 8  | 35½ | 3½ | 4  | 5½ | -- | 5½ | 5  | 5  | 7  |
| 5. | Watergraafsmeer                | 5  | 34½ | 5  | 3  | 3½ | 4½ | -- | 4  | 6  | 8½ |
| 6. | Philidor Leeuwarden            | 5  | 32½ | 4  | 2½ | 4½ | 5  | 6  | -- | 6  | 4½ |
| 7. | Eindhovense SV (N)             | 4  | 34  | 4½ | 3½ | 5  | 5  | 4  | 4  | -- | 8  |
| 8. | Bussums Schaakgenootschap (N)  | 3  | 23  | 5  | 2½ | 3½ | 3  | 1½ | 5½ | 2  | -- |

### Legenda
|     | Landskampioen                                |
|     | Degradant                                    |
| (K) | Kampioen in het seizoen 1967/68              |
| (N) | Gepromoveerd vanuit de Eerste Klasse 1967/68 |

Eerste klasse

1920/21 · 1921/22 · 1922/23 · 1923/24 · 1924/25 · 1925/26 · 1926/27 · 1927/28 · 1928/29 · 1929/30 · 1930/31 · 1931/32 · 1932/33 · 1933/34 · 1934/35 · 1935/36 · 1936/37 · 1937/38 · 1938/39 · 1939/40 · 1940/41 · 1941/42
Hoofdklasse

1942/43 · 1943/44 · 1944/45 · 1945/46 · 1946/47 · 1947/48 · 
1948/49 · 1949/50 · 1950/51 · 1951/52 · 1952/53 · 1953/54 · 1954/55 · 1955/56 · 1956/57 · 1957/58 · 1958/59 · 1959/60 · 1960/61 · 1961/62 · 1962/63 · 1963/64 · 1964/65 · 1965/66 · 1966/67 · 1967/68 · 1968/69 · 1969/70 · 1970/71 · 1971/72 · 1972/73 · 1973/74 · 1974/75 · 1975/76 · 1976/77 · 1977/78 · 1978/79 · 1979/80 · 1980/81 · 1981/82 · 1982/83 · 1983/84 · 1984/85 · 1985/86 · 1986/87 · 1987/88 · 1988/89 · 1990/91 · 1991/92 · 1992/93 · 1993/94 · 1994/95 · 1995/96
Meesterklasse

1996/97 · 1997/98 · 1998/99 · 1999/00 · 2000/01 · 2001/02 · 2002/03 · 2003/04 · 2004/05 · 2005/06 · 2006/07 · 2007/08 · 2008/09 · 2009/10 · 2010/11 · 2011/12 · 2012/13 · 2013/14 · 2014/15 · 2015/16 · 2016/17 · 2017/18· 2018/19 · 2019/20 · 2020/21 · 2021/22 · 2022/23 · 2023/24 · 2024/25